# Rebelia rumowa

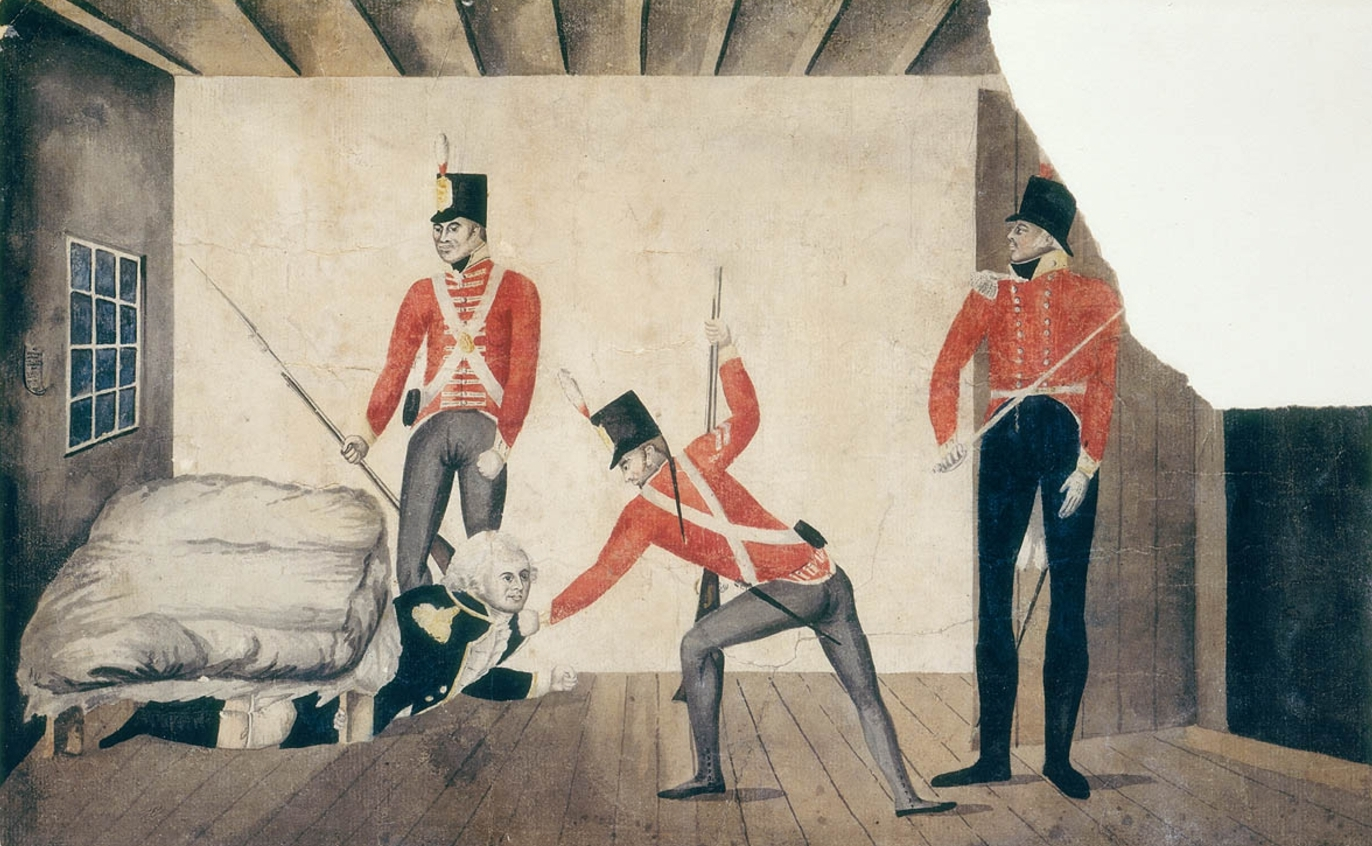
Akwarela Aresztowanie gubernatora Bligha

Rebelia rumowa – bunt wojska oraz części ludności Nowej Południowej Walii przeciwko władzy gubernatora Williama Bligha, który miał miejsce 26 stycznia 1808 roku.
Oficerowie Korpusu Nowej Południowej Walii zmonopolizowali handel zagraniczny kolonii wykupując towary przywożone do portów przez statki handlowe i sprzedając je ze znacznym zyskiem. Do artykułów o największym znaczeniu należały rum, a także herbata, cukier i tytoń, które wielu oficerom pozwoliły dorobić się fortun, podobnie jak majątków ziemskich, które obejmowali na niejasnych zasadach. Oficerowie używali też często alkoholu jako środka płatniczego wobec żołnierzy, służących i zatrudnianych do różnego rodzaju prac skazańców.
Przybyły w 1806 roku gubernator William Bligh (przeciw któremu wcześniej był skierowany buntu na HMS „Bounty” w 1789 roku) podjął działania na rzecz ukrócenia przejmowania majątków ziemskich, handlu alkoholem i używania stanowisk do uzyskiwania korzyści osobistych. Jego działania spotkały się jednak z niezadowoleniem ludności, głównie z powodu prowadzenia przez samego gubernatora podobnych przedsięwzięć. Bligha oskarżono o wykorzystywanie na cele prywatne państwowej ziemi, opłacanie zatrudnianych prywatnie robotników z publicznej kasy, zagarnięcie państwowych stad, budowę prywatnych nieruchomości za środki publiczne oraz obsadzanie stanowisk za pomocą posłusznych ludzi. Bligh naraził się także ludności, gdy nakazał wyburzenie znacznej części zabudowy w związku z rzekomymi nieprawidłowościami prawnymi przy ich budowie. Z kolei w niełaskę żołnierzy popadł za sprawą decyzji, aby wypłacać im żołd w czekach do zrealizowania w Anglii, nie zaś w gotówce. Ze względu na swój dyktatorski styl sprawowania urzędu przezywany był Kaligulą.
Na czele ruchu niezadowolonych stanął John Macarthur. Na początku 1808 roku Macarthur odmówił zapłaty grzywny i został postawiony przed sądem, w którym kwestionował zasadność prowadzenia procesu przez sędziego będącego stronnikiem gubernatora. 26 stycznia 1808 roku Bligh zapowiedział oskarżenie oficerów o nieprzestrzeganie wyznaczonych przez gubernatora zasad prowadzenia rozprawy. To zdarzenie bezpośrednio sprowokowało oficerów pod wodzą komendanta Korpusu Nowej Południowej Walii, mjr. George'a Johnsona, do wyruszenia na czele grupy 400 żołnierzy do Budynku Rządowego, gdzie po dwóch godzinach poszukiwań znaleźli Bligha ukrytego pod łóżkiem.
Gubernatora oskarżono o pogardę dla wymiaru sprawiedliwości, naruszenie własności prywatnej, bezpodstawne zajęcie domów i ziemi, aresztowanie obywateli bez podstaw prawnych i zastraszanie urzędników. Bligh przebywał w więzieniu buntowników ponad rok, do czasu gdy zgodził się wyjechać do Wielkiej Brytanii, jednak zawrócił z drogi i wrócił do Sydney, gdzie usiłował odzyskać władzę.
W 1809 rząd brytyjski uznał rozwiązanie zatargu za niemożliwe i odwołał Bligha, a na jego miejsce mianował Lachlana Macquarie'a.
Określenie rebelia rumowa zostało użyte po raz pierwszy w książce Williama Howitta, wydanej w Wielkiej Brytanii w 1855 roku.